# Heteroconger hassi
Heteroconger hassi (лат.) — вид морских рыб семейства конгеровых.

## Описание
Тело удлинённое, угреобразной формы. Максимальная длина 40 см, диаметр около 14 мм.
Тело бледного кремового цвета, покрыто многочисленными чёрными пятнышками и полосами. Три выраженных чёрных пятна с каждой стороны тела: одно — за жаберными щелями у оснований грудных плавников, второе — в средней части тела, и третье — вокруг анального отверстия. Молодь полностью чёрная.

## Распространение и места обитания
Распространены в Индо-Тихоокеанской области от Красного моря и восточной Африки до островов Общества, в Тихом океана от островов Рюкю и Огасавара на севере до Новой Каледонии и севера Австралии.
Обитают у коралловых рифов на песчаных грунтах на глубине 7—45 м. Образуют многотысячные колонии. Проводят всю жизнь в вертикальных песчаных норках, сооружённых самими особями, высовывая на поверхность только голову и верхнюю часть тела. При опасности полностью уходят в свои норки.